# Grand Prix automobile de Grande-Bretagne 2021
GP précédent GP suivant
Le Grand Prix automobile de Grande-Bretagne 2021 (Formula 1 Pirelli British Grand Prix 2021) disputé le 18 juillet 2021 sur le circuit de Silverstone, est la 1045e épreuve du championnat du monde de Formule 1 courue depuis 1950, à l'endroit où se disputa aussi la première d'entre-elles le 13 mai 1950. Il s'agit de la soixante-douzième édition du Grand Prix de Grande-Bretagne comptant pour le championnat du monde de Formule 1, la cinquante-cinquième disputée sur le circuit de Silverstone et de la dixième manche du championnat 2021.
Cette édition est le théâtre d'un nouvel agencement du weekend de course, une séance de « qualification sprint » étant introduite pour déterminer la grille de départ,. Une séance d'essais libres, d'une heure le vendredi, est suivie l'après-midi d'une séance de qualification (avec le système Q1, Q2, Q3) pour déterminer l'ordre de départ de la qualification sprint, une course de 100 km (soit 17 tours de la piste britannique), disputée le samedi dont le classement compose la grille de départ de la course du dimanche et attribue des points aux trois premiers,. Les parties prenantes de la Formule 1 ont annoncé, le 26 avril 2021, leur « accord unanime » pour l'organisation de ce nouveau système d'agencement du weekend sur trois Grands Prix cette saison,, .
Alors que Max Verstappen repousse ses rivaux à plus de sept dixièmes de seconde lors des premiers essais libres, Lewis Hamilton, poussé par ses 86 000 supporters, réalise dès sa première tentative en Q3, le meilleur temps des qualifications pour partir en tête du sprint. Il s'élance sur les dix-sept tours devant Verstappen, battu de 75 millièmes de seconde, suivi par Valtteri Bottas et Charles Leclerc en deuxième ligne.
En prenant un meilleur départ qu'Hamilton et en résistant à ses attaques dans le premier tour avant de se mettre hors de portée de l'aileron arrière mobile de son rival, Max Verstappen, premier vainqueur d'une « qualification sprint », obtient ainsi sa quatrième pole position consécutive, qui lui apporte trois points, sa cinquième de la saison et la huitième de sa carrière. Hamilton remporte deux points et Bottas, qui part en deuxième ligne devant Charles Leclerc, le dernier point en jeu. Pour cette course particulière de vingt-cinq minutes, la plupart des pilotes s'élancent en pneus medium et Fernando Alonso, parti onzième en gommes tendres, gagne six places dès la première boucle ; ne pouvant ensuite résister aux McLaren de Lando Norris et Daniel Ricciardo, qui se partagent la troisième ligne, l'Espagnol s'élance septième, devant Sebastian Vettel. Esteban Ocon qui progresse de quatre places et Carlos Sainz rejeté en fond de peloton après un accrochage avec George Russell (initialement neuvième puis pénalisé d'un recul de trois rangs) sont en cinquième ligne. Sergio Pérez parti en tête-à-queue, abîme sa voiture et abandonne ; il s'élance donc de la dernière place sur la grille.
Malgré une pénalité de dix secondes purgées lors de son arrêt au stand, Lewis Hamilton remporte devant son public la quatre-vingt-dix-neuvième victoire de sa carrière, sa quatrième de la saison, son précédent succès remontant à trois mois, au Grand Prix d'Espagne. Il s'impose pour la huitième fois dans son Grand Prix national en devançant Charles Leclerc qui obtient son premier podium de la saison après avoir roulé en tête du début de course jusqu'à deux tours de l'arrivée. Valtteri Bottas complète le podium tandis que Verstappen repart bredouille après un gros accident au premier tour, obtenant toutefois les trois points de la pole position.
Hamilton et Verstappen livrent un combat titanesque dans le premier tour sous les hurlements des 140 000 spectateurs, le Néerlandais résistant à chaque virage aux attaques du septuple champion du monde qui se porte à plusieurs reprises à sa hauteur mais, dans le virage de Copse Hamilton, qui tente de s'infiltrer à l'intérieur, percute la roue arrière droite de la Red Bull, qui traverse le bac à graviers à pleine vitesse et percute latéralement le mur de pneus à 51 g. Verstappen s'extrait de sa monoplace et, sonné, est conduit à l'hôpital pour des examens de contrôle tandis que le drapeau rouge est brandi. Dans la manœuvre, Leclerc a surpris Hamilton et pris les commandes de la course. Après une trentaine de minutes d'interruption, un nouveau départ arrêté est donné. Le pilote Ferrari exploite bien sa position de tête et garde un écart suffisant sur Hamilton pour qu'il ne puisse pas ouvrir son aileron arrière mobile. Leclerc se plaint toutefois régulièrement de coupures moteur et tente à plusieurs reprises, avec l'aide de son stand, de régler ce problème en agissant sur son volant.
Au vingt-huitième tour, Hamilton, jugé responsable de l'accrochage de Verstappen, rentre au stand pour changer ses gommes en observant un stop-and-go de dix secondes de pénalité qui porte son arrêt à quatorze secondes. Il repart quatrième derrière Lando Norris, qu'il dépasse facilement au trente-et-unième passage, puis fond sur son coéquipier Valtteri Bottas. Leclerc observe son arrêt au trentième tour et conserve la première place avec neuf secondes d'avance sur Bottas qui, sur ordre de son stand, laisse passer Hamilton à onze boucles du terme. À coup de records du tour et en reprenant une seconde à Leclerc à chaque passage, faisant se lever le public dans les tribunes, Hamilton revient à toute allure sur la Ferrari, moins performante avec les pneus durs du deuxième relais selon son pilote ; c'est le Hammer Time scandé par la foule. À trois tours de l'arrivée, Hamilton peut utiliser son aileron arrière mobile et, au cinquantième tour, plonge à nouveau à l'intérieur de Copse pour dépasser Leclerc qui s'écarte, et triompher à Silverstone comme en 2008, 2014, 2015, 2016, 2017, 2019 et 2020.
Lando Norris et Daniel Ricciardo conduisent leurs McLaren aux quatrième et cinquième places, Carlos Sainz, victime d'un arrêt au stand trop long, n'arrive pas ensuite à doubler l'Australien et finit sixième. Grand animateur du weekend, Fernando Alonso prend les six points de la septième place, devant Lance Stroll, son coéquipier Esteban Ocon et Yuki Tsunoda qui précède son voisin de garage Pierre Gasly, victime d'une crevaison en fin de course. En fin d'épreuve, Sergio Pérez réalise le meilleur tour mais, seizième à un tour du vainqueur, ne gagne pas le point bonus, le seul bénéfice pour Red Bull étant de priver Hamilton d'un point supplémentaire.
Si Max Verstappen conserve les commandes du championnat du monde avec 185 points, Hamilton (177 points) se rapproche à huit unités. Lando Norris (113 points) prend la troisième place et Valtteri Bottas la quatrième (108 points) en délogeant Sergio Pérez (104 points). Charles Leclerc pointe au sixième rang (80 points), devant son coéquipier Carlos Sainz (68 points), Daniel Ricciardo (50 points), Pierre Gasly (39 points), Sebastian Vettel (30 points) et Fernando Alonso, onzième avec 26 points. Chez les constructeurs, Red Bull Racing (289 points) n'a plus que quatre unités d'avance sur Mercedes Grand Prix (285 points). Alors que McLaren Racing (163 points) et Ferrari (148 points) sont en lutte pour la troisième place du championnat, AlphaTauri (49 points), Aston Martin (48 points) et Alpine (40 points) font de même pour la cinquième place. Alfa Romeo suit avec 2 points tandis que ni Haas ni Williams n'ont encore marqué.

## Pneus disponibles
| Pneus pour piste sèche | Pneus pour piste sèche | Pneus pour piste sèche | Pneus pluie    | Pneus pluie |
| ---------------------- | ---------------------- | ---------------------- | -------------- | ----------- |
| Durs (Type C1)         | Medium (Type C2)       | Tendres (Type C3)      | Intermédiaires | Pluie       |

## Essais libres et qualifications

### Première séance d'essais libres, le vendredi de 15 h 30 à 16 h 30
| Pos. | Pilote           | Voiture          | Chrono         | Écart     |
| ---- | ---------------- | ---------------- | -------------- | --------- |
| 1    | Max Verstappen   | Red Bull-Honda   | 1 min 27 s 035 |           |
| 2    | Lando Norris     | McLaren-Mercedes | 1 min 27 s 814 | + 0 s 779 |
| 3    | Lewis Hamilton   | Mercedes         | 1 min 27 s 815 | + 0 s 780 |
| 4    | Charles Leclerc  | Ferrari          | 1 min 27 s 828 | + 0 s 793 |
| 5    | Valtteri Bottas  | Mercedes         | 1 min 27 s 897 | + 0 s 862 |
| 6    | Carlos Sainz Jr. | Ferrari          | 1 min 27 s 923 | + 0 s 888 |

### Séance de qualification, le vendredi de 19 h à 20 h
| Pos.                                                                                      | Pilote             | Écurie                | Qualifications 1 | Qualifications 2 | Qualifications 3 |
| ----------------------------------------------------------------------------------------- | ------------------ | --------------------- | ---------------- | ---------------- | ---------------- |
| 1                                                                                         | Lewis Hamilton     | Mercedes              | 1 min 26 s 786   | 1 min 26 s 023   | 1 min 26 s 134   |
| 2                                                                                         | Max Verstappen     | Red Bull-Honda        | 1 min 26 s 751   | 1 min 26 s 315   | 1 min 26 s 209   |
| 3                                                                                         | Valtteri Bottas    | Mercedes              | 1 min 27 s 487   | 1 min 26 s 764   | 1 min 26 s 328   |
| 4                                                                                         | Charles Leclerc    | Ferrari               | 1 min 27 s 487   | 1 min 26 s 919   | 1 min 26 s 828   |
| 5                                                                                         | Sergio Pérez       | Red Bull-Honda        | 1 min 27 s 121   | 1 min 27 s 073   | 1 min 26 s 844   |
| 6                                                                                         | Lando Norris       | McLaren-Mercedes      | 1 min 27 s 444   | 1 min 27 s 220   | 1 min 26 s 897   |
| 7                                                                                         | Daniel Ricciardo   | McLaren-Mercedes      | 1 min 27 s 323   | 1 min 27 s 125   | 1 min 26 s 899   |
| 8                                                                                         | George Russell     | Williams-Mercedes     | 1 min 27 s 671   | 1 min 27 s 080   | 1 min 26 s 971   |
| 9                                                                                         | Carlos Sainz Jr.   | Ferrari               | 1 min 27 s 337   | 1 min 26 s 848   | 1 min 27 s 007   |
| 10                                                                                        | Sebastian Vettel   | Aston Martin-Mercedes | 1 min 27 s 493   | 1 min 27 s 103   | 1 min 27 s 179   |
| 11                                                                                        | Fernando Alonso    | Alpine-Renault        | 1 min 27 s 580   | 1 min 27 s 245   |                  |
| 12                                                                                        | Pierre Gasly       | AlphaTauri-Honda      | 1 min 27 s 600   | 1 min 27 s 273   |                  |
| 13                                                                                        | Esteban Ocon       | Alpine-Renault        | 1 min 27 s 415   | 1 min 27 s 340   |                  |
| 14                                                                                        | Antonio Giovinazzi | Alfa Romeo-Ferrari    | 1 min 27 s 595   | 1 min 27 s 617   |                  |
| 15                                                                                        | Lance Stroll       | Aston Martin-Mercedes | 1 min 28 s 017   | 1 min 27 s 665   |                  |
| 16                                                                                        | Yuki Tsunoda       | AlphaTauri-Honda      | 1 min 28 s 043   |                  |                  |
| 17                                                                                        | Kimi Räikkönen     | Alfa Romeo-Ferrari    | 1 min 28 s 062   |                  |                  |
| 18                                                                                        | Nicholas Latifi    | Williams-Mercedes     | 1 min 28 s 254   |                  |                  |
| 19                                                                                        | Mick Schumacher    | Haas-Ferrari          | 1 min 28 s 738   |                  |                  |
| 20                                                                                        | Nikita Mazepin     | Haas-Ferrari          | 1 min 29 s 051   |                  |                  |
| Temps minimal à réaliser pour la qualification : 1 min 32 s 823 (107 % de 1 min 26 s 751) |                    |                       |                  |                  |                  |

### Deuxième séance d'essais libres, le samedi de 13 h à 14 h
| Pos. | Pilote           | Voiture          | Chrono         | Écart     |
| ---- | ---------------- | ---------------- | -------------- | --------- |
| 1    | Max Verstappen   | Red Bull-Honda   | 1 min 29 s 902 |           |
| 2    | Charles Leclerc  | Ferrari          | 1 min 30 s 277 | + 0 s 375 |
| 3    | Carlos Sainz Jr. | Ferrari          | 1 min 30 s 507 | + 0 s 605 |
| 4    | Esteban Ocon     | Alpine-Renault   | 1 min 30 s 707 | + 0 s 805 |
| 5    | Sergio Pérez     | Red Bull-Honda   | 1 min 30 s 800 | + 0 s 898 |
| 6    | Lando Norris     | McLaren-Mercedes | 1 min 31 s 030 | + 1 s 128 |

## Qualification Sprint

### Résultats de la Qualification Sprint, le samedi de 17 h 30 à 18 h
| Pos. | Pilote             | Voiture               | Tours | Temps/Abandon    | Grille | Points |
| ---- | ------------------ | --------------------- | ----- | ---------------- | ------ | ------ |
| 1    | Max Verstappen     | Red Bull-Honda        | 17    | 25 min 38 s 426  | 2      | 3      |
| 2    | Lewis Hamilton     | Mercedes              | 17    | + 1 s 430        | 1      | 2      |
| 3    | Valtteri Bottas    | Mercedes              | 17    | + 7 s 502        | 3      | 1      |
| 4    | Charles Leclerc    | Ferrari               | 17    | + 11 s 278       | 4      |        |
| 5    | Lando Norris       | McLaren-Mercedes      | 17    | + 24 s 111       | 6      |        |
| 6    | Daniel Ricciardo   | McLaren-Mercedes      | 17    | + 30 s 959       | 7      |        |
| 7    | Fernando Alonso    | Alpine-Renault        | 17    | + 43 s 527       | 11     |        |
| 8    | Sebastian Vettel   | Aston Martin-Mercedes | 17    | + 44 s 439       | 10     |        |
| 9    | George Russell     | Williams-Mercedes     | 17    | + 46 s 652       | 8      |        |
| 10   | Esteban Ocon       | Alpine-Renault        | 17    | + 47 s 395       | 13     |        |
| 11   | Carlos Sainz Jr.   | Ferrari               | 17    | + 47 s 798       | 9      |        |
| 12   | Pierre Gasly       | AlphaTauri-Honda      | 17    | + 48 s 763       | 12     |        |
| 13   | Kimi Räikkönen     | Alfa Romeo-Ferrari    | 17    | + 50 s 677       | 17     |        |
| 14   | Lance Stroll       | Aston Martin-Mercedes | 17    | + 52 s 179       | 15     |        |
| 15   | Antonio Giovinazzi | Alfa Romeo-Ferrari    | 17    | + 53 s 225       | 14     |        |
| 16   | Yuki Tsunoda       | AlphaTauri-Honda      | 17    | + 53 s 567       | 16     |        |
| 17   | Nicholas Latifi    | Williams-Mercedes     | 17    | + 55 s 162       | 18     |        |
| 18   | Mick Schumacher    | Haas-Ferrari          | 17    | + 1 min 08 s 213 | 19     |        |
| 19   | Nikita Mazepin     | Haas-Ferrari          | 17    | + 1 min 17 s 648 | 20     |        |
| 20   | Sergio Pérez       | Red Bull-Honda        | 16    | Vibrations       | 5      |        |

### Grille de départ
- Après avoir passé la ligne d'arrivée de la qualification sprint à la neuvième place, George Russell est pénalisé d'un recul de trois places sur la grille de départ pour avoir percuté Carlos Sainz Jr. qui tentait de le dépasser dans le virage de Brooklands au premier tour, expédiant le pilote Ferrari hors piste ; il s'élance douzième et Sainz se retrouve en cinquième ligne derrière Esteban Ocon[11].
- Sergio Pérez, classé vingtième après son abandon lors de la qualification sprint, part de la voie des stands à la suite d'un changement de pièces sur l'arrière de sa monoplace[12].

## Course

### Classement de la course

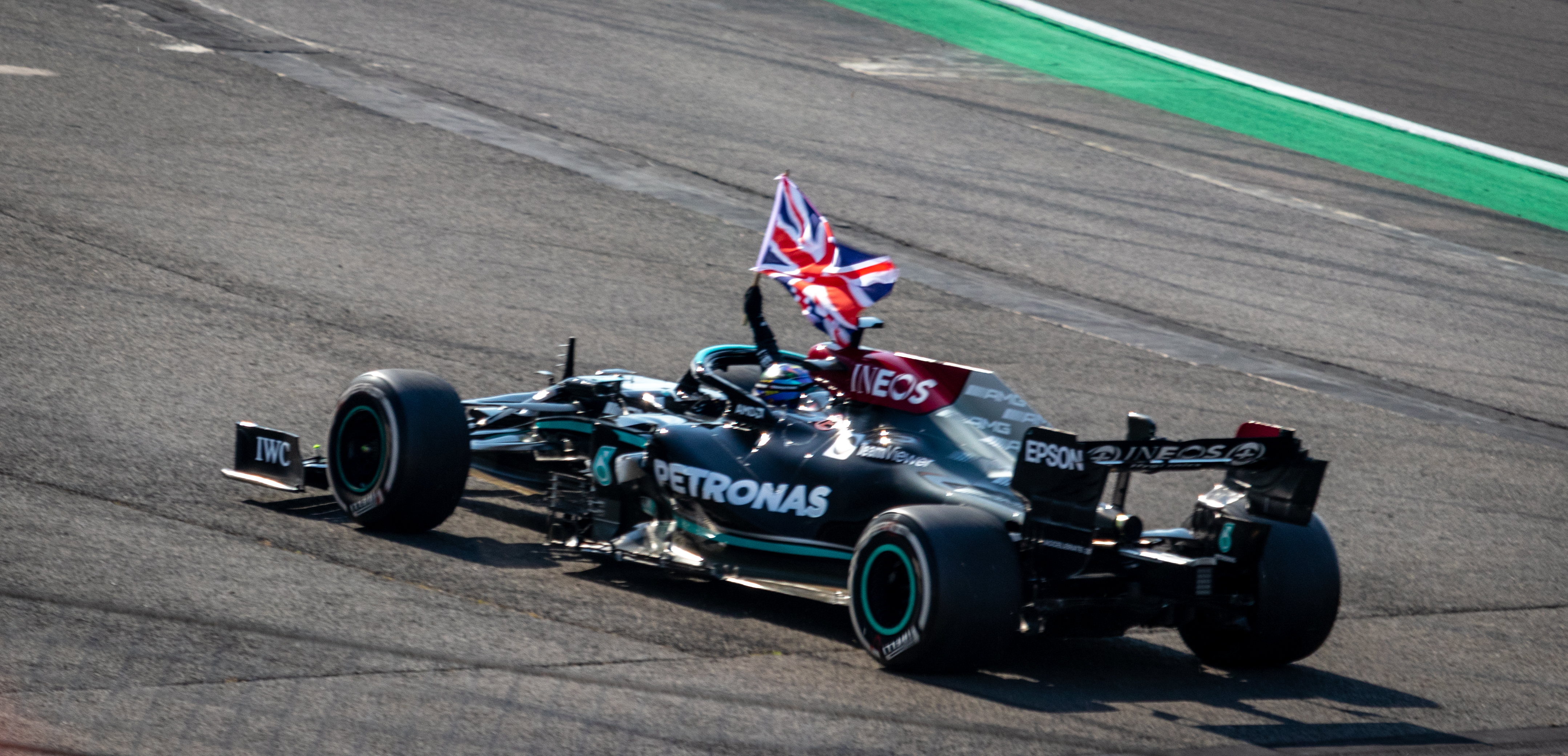
Lewis Hamilton au Grand Prix de Grande-Bretagne 2021, après sa huitième victoire à domicile.

| Pos. | no | Pilote             | Écurie                | Tours | Temps/Abandon                                                                       | Grille  | Points |
| ---- | -- | ------------------ | --------------------- | ----- | ----------------------------------------------------------------------------------- | ------- | ------ |
| 1    | 44 | Lewis Hamilton     | Mercedes              | 52    | 1 h 58 min 23 s 284 (155,183 km/h) (dont 10 secondes de pénalité purgées en course) | 2       | 25     |
| 2    | 16 | Charles Leclerc    | Ferrari               | 52    | + 3 s 871                                                                           | 4       | 18     |
| 3    | 77 | Valtteri Bottas    | Mercedes              | 52    | + 11 s 125                                                                          | 3       | 15     |
| 4    | 4  | Lando Norris       | McLaren-Mercedes      | 52    | + 28 s 573                                                                          | 5       | 12     |
| 5    | 3  | Daniel Ricciardo   | McLaren-Mercedes      | 52    | + 42 s 646                                                                          | 6       | 10     |
| 6    | 55 | Carlos Sainz Jr.   | Ferrari               | 52    | + 43 s 454                                                                          | 10      | 8      |
| 7    | 14 | Fernando Alonso    | Alpine-Renault        | 52    | + 1 min 12 s 093                                                                    | 7       | 6      |
| 8    | 18 | Lance Stroll       | Aston Martin-Mercedes | 52    | + 1 min 14 s 289                                                                    | 14      | 4      |
| 9    | 31 | Esteban Ocon       | Alpine-Renault        | 52    | + 1 min 16 s 162                                                                    | 9       | 2      |
| 10   | 22 | Yuki Tsunoda       | AlphaTauri-Honda      | 52    | + 1 min 22 s 065                                                                    | 16      | 1      |
| 11   | 10 | Pierre Gasly       | AlphaTauri-Honda      | 52    | + 1 min 25 s 327                                                                    | 11      |        |
| 12   | 63 | George Russell     | Williams-Mercedes     | 51    | + 1 tour                                                                            | 12      |        |
| 13   | 99 | Antonio Giovinazzi | Alfa Romeo-Ferrari    | 51    | + 1 tour                                                                            | 15      |        |
| 14   | 6  | Nicholas Latifi    | Williams-Mercedes     | 51    | + 1 tour                                                                            | 17      |        |
| 15   | 7  | Kimi Räikkönen     | Alfa Romeo-Ferrari    | 51    | + 1 tour                                                                            | 13      |        |
| 16   | 11 | Sergio Pérez       | Red Bull-Honda        | 51    | + 1 tour                                                                            | Pitlane |        |
| 17   | 9  | Nikita Mazepin     | Haas-Ferrari          | 51    | + 1 tour                                                                            | 19      |        |
| 18   | 47 | Mick Schumacher    | Haas-Ferrari          | 51    | + 1 tour                                                                            | 18      |        |
| Abd. | 5  | Sebastian Vettel   | Aston Martin-Mercedes | 40    | Surchauffe                                                                          | 8       |        |
| Abd. | 33 | Max Verstappen     | Red Bull-Honda        | 0     | Accrochage                                                                          | 1       |        |

### Pole position et record du tour
- Meilleur temps en qualification :  Lewis Hamilton en 1 min 26 s 134 (246,216 km/h)[14].
- Pole position :  Max Verstappen (Red Bull-Honda), vainqueur de la qualification sprint de 17 tours en 25 min 38 s 426 (234,036 km/h)[15].
- Meilleur tour en course :  Sergio Pérez en 1 min 28 s 617 (239,318 km/h) au cinquantième tour ; seizième de l'épreuve, il ne marque pas le point bonus associé au meilleur tour[16].

### Tours en tête
- Charles Leclerc (Ferrari) : 49 tours (1-49)[17]
- Lewis Hamilton (Mercedes) : 3 tours (50-52)

## Classements généraux à l'issue de la course
| Pos. | Pilote             | Écurie                | Points |
| ---- | ------------------ | --------------------- | ------ |
| 1    | Max Verstappen     | Red Bull-Honda        | 185    |
| 2    | Lewis Hamilton     | Mercedes              | 177    |
| 3    | Lando Norris       | McLaren-Mercedes      | 113    |
| 4    | Valtteri Bottas    | Mercedes              | 108    |
| 5    | Sergio Pérez       | Red Bull-Honda        | 104    |
| 6    | Charles Leclerc    | Ferrari               | 80     |
| 7    | Carlos Sainz Jr.   | Ferrari               | 68     |
| 8    | Daniel Ricciardo   | McLaren-Mercedes      | 50     |
| 9    | Pierre Gasly       | AlphaTauri-Honda      | 39     |
| 10   | Sebastian Vettel   | Aston Martin-Mercedes | 30     |
| 11   | Fernando Alonso    | Alpine-Renault        | 26     |
| 12   | Lance Stroll       | Aston Martin-Mercedes | 18     |
| 13   | Esteban Ocon       | Alpine-Renault        | 14     |
| 14   | Yuki Tsunoda       | AlphaTauri-Honda      | 10     |
| 15   | Kimi Räikkönen     | Alfa Romeo-Ferrari    | 1      |
| 16   | Antonio Giovinazzi | Alfa Romeo-Ferrari    | 1      |

| Pos. | Écurie                | Points |
| ---- | --------------------- | ------ |
| 1    | Red Bull-Honda        | 289    |
| 2    | Mercedes              | 285    |
| 3    | McLaren-Mercedes      | 163    |
| 4    | Ferrari               | 148    |
| 5    | AlphaTauri-Honda      | 49     |
| 6    | Aston Martin-Mercedes | 48     |
| 7    | Alpine-Renault        | 40     |
| 8    | Alfa Romeo-Ferrari    | 2      |

## Statistiques
Le Grand Prix de Grande-Bretagne 2021 représente :
- la 8e pole position de Max Verstappen, sa cinquième de la saison et sa quatrième consécutive[20] ;
- la 99e victoire de Lewis Hamilton[21] ;
- la 119e victoire de Mercedes en tant que constructeur[22] ;
- la 205e victoire de Mercedes en tant que motoriste[23] ;
- le 340e départ en Grand Prix de Kimi Räikkönen qui améliore son record en la matière[24] ;
- Le 20e départ de Räikkönen sur le même circuit, à Silverstone depuis 2001 en ce qui le concerne. C'est un nouveau record toutes pistes confondues[25] ;
- le 50e Grand Prix d'Antonio Giovinazzi : il est 140e pilote de l'histoire à passer ce cap[24].

Au cours de ce Grand Prix :
- Max Verstappen met fin à neuf années consécutives de pole positions de Mercedes Grand Prix sur ce circuit[24] ;
- Grâce à ses trois points de la victoire de la qualification sprint, Max Verstappen devient le premier pilote à marquer des points lors d'un Grand Prix sans avoir effectué un seul tour[26] ;
- McLaren est la dernière écurie n'avoir subi aucun abandon[24] ;
- Lando Norris, quinze fois consécutivement dans les dix premiers, devient le pilote McLaren ayant terminé le plus grand nombre de Grands Prix consécutifs dans les points ; il détrône Fernando Alonso (en 2007)[24] ;
- En s'imposant à Silverstone, Lewis Hamilton égale son record, codétenu avec Michael Schumacher, de victoires sur le même Grand Prix (huit victoires en France pour Schumacher et huit en Hongrie et Grande-Bretagne pour Hamilton)[24] ;
- Mercedes Grand Prix met fin à une série de cinq courses sans victoire, son pire résultat depuis le début de l'ère hybride en 2014[24] ;
- Lewis Hamilton renoue avec la victoire après une série de cinq Grands Prix consécutifs ; il faut remonter du Grand Prix du Mexique 2017 à celui de Chine 2018 pour retrouver une telle statistique, lorsqu'il avait connu une série de six courses consécutives sans succès ;
- En conséquence de son accident avec Verstappen, Lewis Hamilton écope de 10 secondes de pénalité et d'un retrait de deux points sur sa Super Licence[27] ;
- Alors qu'Hamilton fête sa victoire, Verstappen publie sur Twitter : « Je suis heureux d'être OK. Mais je suis très déçu d'avoir été sorti de cette manière. La pénalité ne nous aide pas et ne rend pas justice à la dangereuse manœuvre de Lewis sur la piste. Je le regarde célébrer sa victoire alors que je suis encore à l'hôpital. C'est un comportement irrespectueux et anti-sportif mais nous passons à autre chose[28] » ;
- Emanuele Pirro (37 départs en Grands Prix de Formule 1, 3 points inscrits entre 1989 et 1991 et quintuple vainqueur des 24 Heures du Mans en 2000, 2001, 2002, 2006 et 2007) est nommé conseiller auprès des commissaires de course par la FIA pour les aider dans leurs jugements[29].